# Gneu Treboni
Gneu Treboni (en llatí Cnaeus Trebonius) va ser un magistrat i polític romà del segle v aC. Formava part de la gens Trebònia, una antiga gens romana d'origen plebeu.
Va ser elegit tribú de la plebs l'any 401 aC i va resistir els intents dels patricis d'abolir la llei sobre els tribuns, la Lex Trebonia de tribunis, que havia establert Luci Treboni Asper, el seu avantpassat.